# John Harvey Kellogg
John Harvey Kellogg (Tyrone, Michigan, 1852. február 26. – Battle Creek, Michigan, 1943. december 14.) amerikai üzletember, feltaláló és orvos, aki a liberális teológia és a progresszív mozgalom  híve volt. Egy, a hetednapi adventista egyház által alapított szanatóriumot vezetett Battle Creekben, Michigan államban, ahol holisztikus módszerekkel kezelte betegeit, főként a helyes táplálkozásra, beöntésekre és testmozgásra helyezve a hangsúlyt. A vegetarianizmus egyik korai szószólója volt. Testvére, W. K. Kellogg segítségével feltalálta a kukoricapelyhet, manapság leginkább erről ismert.

## Életrajz

### Származása
Kellogg Tyrone-ban, Michigan államban, született John Preston Kellogg (1806-1881) és Ann Janette Stanley (1824-1893) gyermekeként. Apja több vallási mozgalom tagja volt, köztük a baptistáknak, a kongregacionalista egyháznak és végül a hetednapi adventista egyháznak.
A család 1860 körül Battle Creekbe költözött, ahol édesapja seprűgyárat alapított. John később a Battle Creek-i könyvkiadónál dolgozott. Adventista szülei úgy gondolták, hogy Krisztus második eljövetele közel van, és ezért gyermekeik formális oktatása szükségtelen.

### Fiatalként
A gyermekként beteges John Harvey Kellogg csak rövid ideig, 9–11 éves korában járt a Battle Creek-i iskoláiba. Otthagyta az iskolát, hogy apja seprűgyárában dolgozzon a testvéreivel együtt. Ennek ellenére buzgón olvasott, és széleskörű, de nagyrészt autodidakta oktatást szerzett.
Gyermekként gümőkórban szenvedett. Ekkor kezdte meg természetes életrendjét, amelyet később sikerrel kamatoztatott orvosi pályafutásában is.
Először a Battle Creek-i magániskolába járt, később átiratkozott a Michigan Állami Iskolába (1959 óta Kelet Michigan Egyetem) végül a New York-i Egyetemi Orvosi Kollégiumba jelentkezett, ahol 1875-ben megszerezte orvosi diplomáját.

### Családja
1879-ben nősült, felesége: Ella Ervilla Eaton (1853-1920).
A házaspárnak nem volt saját gyermeke, de több mint negyven (!) örökbe fogadott gyermeket neveltek fel (akik közül nyolcat Kellogg a nevére is vett), mielőtt felesége 1920-ban meghalt.

### Későbbi évek
1876-ban lett az adventista Western Health Reform Institute felügyelője, amelyből aztán létrejött az ún. Battle Creek-i szanatórium. Ezt a szanatóriumot a haláláig vezette.
A 20. század elején nézetei miatt megromlott kapcsolata az adventista egyházzal és 1907-ben kizárták a közösségből.
1943-ban hunyt el, a Battle Creek-i Oak Hill temetőben helyezték végső nyugalomra.

## Battle Creek Szanatórium

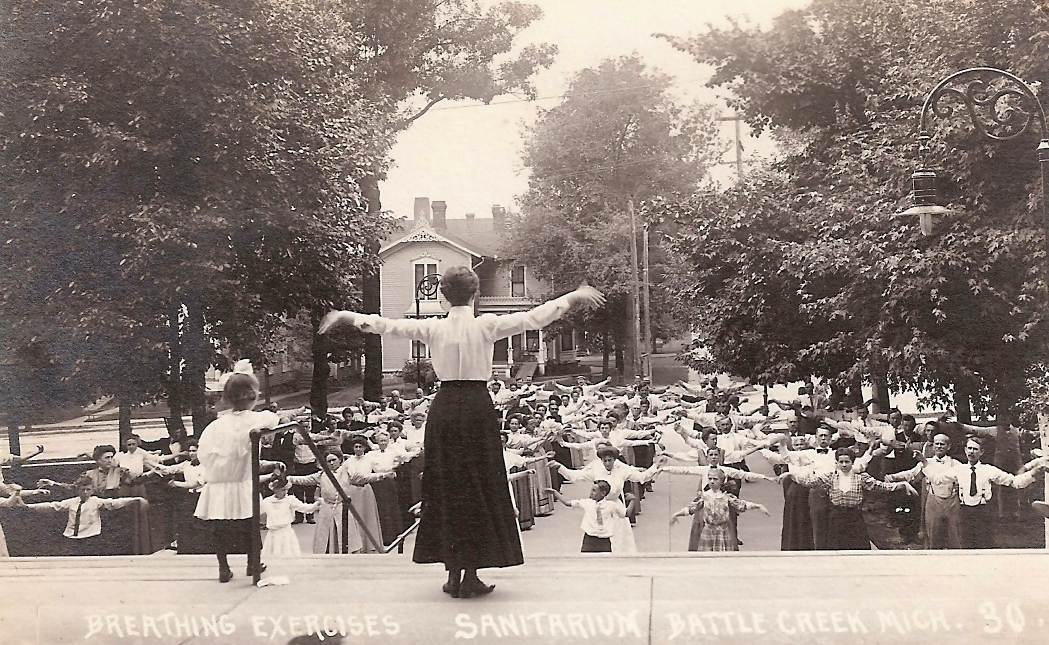
Légzőgyakorlatok a szanatóriumban (1900 körül).

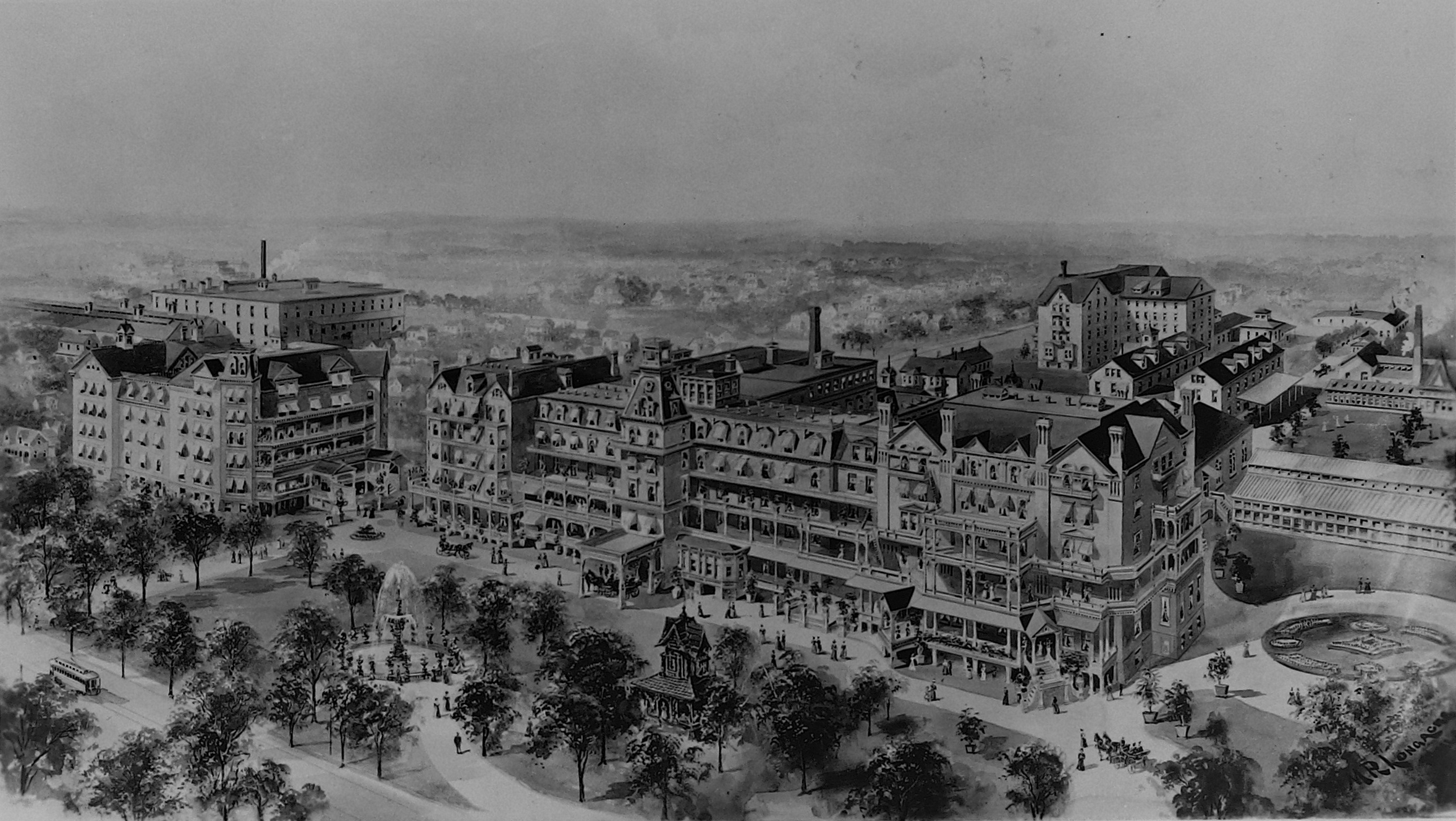
A szanatórium az 1902-es tűzeset előtt

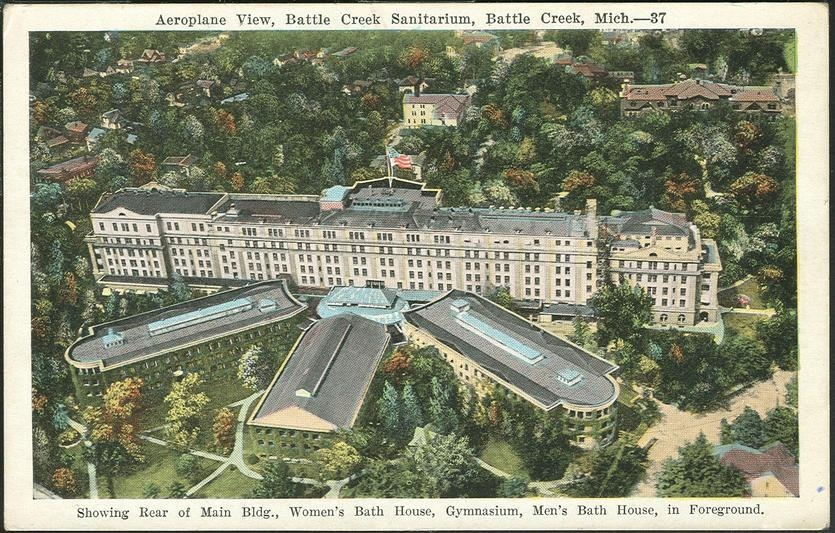
A szanatórium 1928-ban

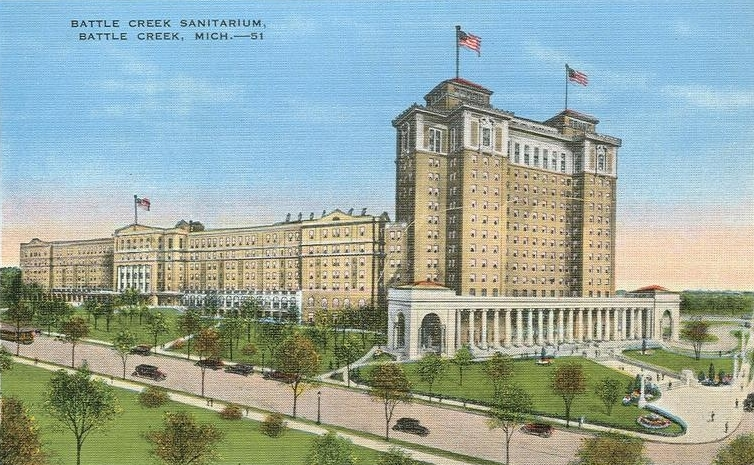
A szanatórium 1930-ban

A korai éveiben adventista Kellogg a Battle Creek Szanatórium főorvosaként és vezetőjeként szerzett hírnevet magának. A szanatórium a Hetednapi Adventista Egyház tulajdonában volt és a gyülekezet egészségügyi alapelveit követte. Híres gyógyhely volt az Egyesült Államokban. 1866-ban indult és 1876 és 1943 között Kellogg vezette.
1902-ben leégett, majd ezután kőből építették újjá, öt emelet magasra és egyben kibővítették. Az újjáépített intézményt Kellogg az eredeti, kórház jelentésű angol szó, a sanatorium megváltoztatásával sanitariumnak nevezte el, hogy új nevet találjon a rekreációs intézménynek.
1928-ban még tovább bővült egy 14 emeletes épülettel, 265 vendégszobával. Később, 1942-ben az amerikai hadsereg megvásárolta a főépületet, és megalapította itt egy kórházát; amit végül 1953-ban végleg bezártak.
Az adventisták hittek a vegetáriánus étrendben, az alkoholtól és a cigarettától való tartózkodásban, és a rendszeres testmozgásban, ezeket a nézeteket Kellogg is átvette. Kellogg a vegetarianizmus szószólójaként volt ismert azután is, hogy kilépett az adventista gyülekezetből. A 19. század végéről származó étrendi előírásai ellenezték a hús fogyasztását (részben a szexuális vágy csökkentésének céljából), de nem tiltották teljesen.
Nagy híve volt a különböző diófélék fogyasztásának, és hitt abban, hogy a növekvő népesség okozta élelmiszerhiányra ez a növény lehet a megoldás. Noha Kellogg a kukoricapelyhéről híres, ő szabadalmaztatta a mogyoróvaj előállításának módját is.
Kellogg a háziasszonyoknak órákat tartott az ételek elkészítéséről. A szanatórium lakói részt vettek a mindennapos, közös légzőgyakorlatokon, és az ebédidőben tartott meneteken is, ezzel hirdetve a rendes emésztés fontosságát. Mivel Kellogg erős híve volt a fényterápiának, a szanatóriumban gyakran használták a mesterséges napfürdőt.
Kellogg egyik alapelve volt a betegek rendszeres béltisztítása bőségesen fogyasztott vízzel és beöntés formájában is. Kedvence volt egy olyan berendezés, amivel egyszerre és gyorsan több beöntőballont is fel lehetett tölteni. Minden egyes beöntést fél liter joghurt követett, amelynek felét a betegek ették meg, a másik felét pedig beöntéssel juttatták a szervezetbe, hogy a joghurt pótolja a bélflórát, létrehozva – Kellogg szerint – patyolattiszta beleket.
Nézete szerint a legtöbb betegség tünetei enyhültek a bélflóra átalakulásával:
- a bélbaktériumok vagy segítik vagy akadályozzák az emberi szervezet működését
- egy bizonyos baktérium a fehérje emésztésekor mérget termel, ami megfertőzi a vért
- a rossz étrend kedvez a káros baktériumoknak, amelyek megfertőzhetnek más szöveteket is
- a jól kiegyensúlyozott vegetáriánus, fehérjeszegény, de rostokban gazdag, széklethajtó étrend egészségesebbé teheti a bélflórát
- az ilyen, természetes változás felgyorsítható beöntésekkel, melyek során jótékony hatású baktériumokat juttatnak a belekbe, de a különleges ételek is segíthetnek, melyek bizonyos betegségek esetén gyógyító hatásúak

Kellogg képzett sebész volt, és sokszor műtötte rászoruló betegeit a szanatóriumban. Általánosságban véve ellene volt a szükségtelen operációknak, de híve volt a körülmetélésnek, mert az szerinte gátolta az önkielégítést.
Betegei voltak többek között William Howard Taft, az USA elnöke, Percy Grainger zeneszerző és zongoraművész, Vilhjalmur Stefansson és Roald Amundsen az északi sarkkör felfedezői, Richard Halliburton és Lowell Thomas világutazók, Amelia Earhart pilótanő, Irving Fisher közgazdász, George Bernard Shaw Nobel-díjas drámaíró, Johnny Weissmuller olimpiai bajnok úszó és filmszínész, Henry Ford a Ford gyár megalapítója, Thomas Alva Edison feltaláló és Sarah Bernhardt színésznő.

## Nézeteltérés az adventista vezetőkkel

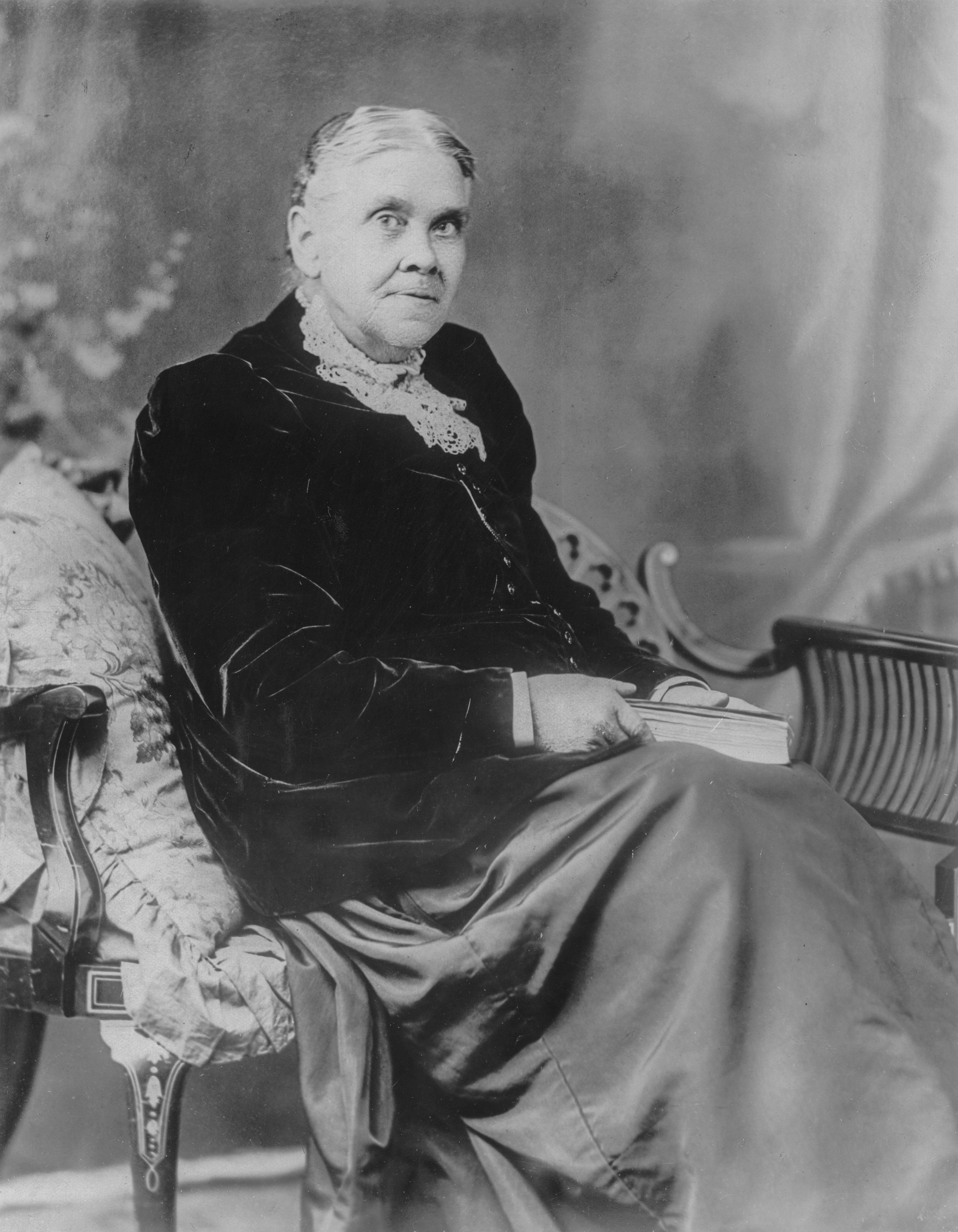
Ellen G. White adventista „prófétanő” 1899-ben

A 20. század elején dr. Kellogg vitába keveredett az adventista gyülekezet vezetőivel, hogy ki irányítsa az adventisták egészségügyi létesítményeit. Orvos előadóként kiemelkedő szerepet töltött be az egyházi összejöveteleken. Végül elérte, hogy továbbra is ő vezesse a Battle Creek-i szanatóriumot.
Teológiai nézetei azonban szembehelyezkedtek a nikaiai-féle kereszténység számos hagyományos nézetével és támogatta a liberális teológia elveit.
Elkezdett szokatlan tanokat hirdetni Isten természetét illetően. 1903-ban kiadta művét, „Az élő templom” (The Living Temple) címmel, melyet az egyház szerint panteista „eretnek” elképzelések hatottak át.
Miközben megvédte Isten jelenlétét a természetben a szekularizációs nézetekkel szemben, az adventisták Isten természetbeli jelenlétéről szóló leírásait a panenteista tendenciák bizonyítékának tekintették (minden Istenben van). Kellogg visszautasította vallási bírálataikat, és azt állította, hogy a bennünk lakozó istenségről alkotott nézetei egyszerűen Isten mindenütt jelenvalóságának újrafogalmazása, nem pedig a panteizmus vagy panenteizmus.
Elvetette továbbá az eredendő bűn és az ezzel járó, veleszületett emberi romlottság nézetet is.
Adventista évei alatt többet tett az adventista nézetek megismertetésével mint mások. Előadásai, számtalan könyve és a Battle Creek-i Szanatórium megalapozták hírnevét, azonban nehezen viselte a kritikát. Korai éveiben erősen támogatta Ellen G. White, a hetednapi adventisták egy alapítójának elveit az egészséggel kapcsolatban, de amikor Ellen White megfeddte őt nézetei és bizonyos tettei miatt, Kellogg egyre jobban eltávolodott a gyülekezettől. Ellenszenve egyre nőtt az egyház elöljáróival szemben, mert szerinte tanulatlanok voltak és többségük nem követte a reformokat, különös tekintettel a húsevéstől való tartózkodásra. Az ellentétet kiélezte, hogy amíg Kellogg több mint kétezer embert foglalkoztatott a szanatóriumban, addig a gyülekezet csak ezerötszáz embert.
Ellen White arra intette Kelloggot, hogy különítse el orvosi és egyházi munkáját. Attól tartott, hogy a doktor kezében túl nagy hatalom összpontosul. Annak ellenére, hogy Kellogg megpróbálta hiteltelenné tenni, Ellen White fáradhatatlanul igyekezett megakadályozni, hogy az orvos elhagyja a gyülekezetet. Azonban tanácsait Kellogg egyre kevésbé vette figyelembe és amikor 1902-ben leégett a szanatórium, Ellen White úgy vélte, hogy ez Kellogg tanításaival és politikájával szembeni isteni ítélet. Így a feszültség tovább nőtt közte és az egyház között. Bár szinte minden vendég épségben megúszta, az anyagi kár hatalmas volt. 1907 őszén kizárták a Hetednapi Adventisták Egyházából, amely egy tragikus vég volt, harminc év kemény munkája után.

## A gabonapehely

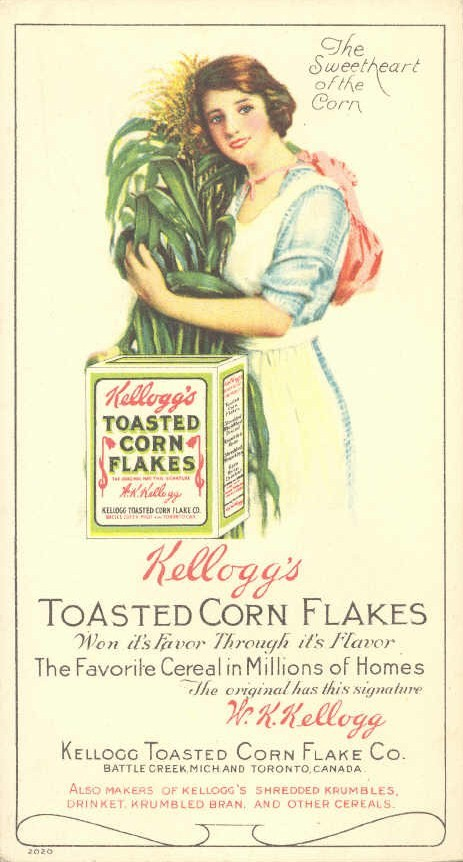
Korabeli kukoricapehely reklám

1897 körül John Kellogg és testvére Will Keith Kellogg elkezdte gyártani reggeli tápláléknak szánt, teljes kiörlésű gabonapelyhét. Abban az időben a gazdagok tojást és húst, a szegények pedig zabkását és más főtt gabonafélét ettek reggelire.
Később a testvérpár nem értett egyet a receptet illetően (Will cukrot akart tenni a pehelybe, hogy több embert vonzzon a fogyasztók körébe). Will megalapította saját üzemét 1906-ban, Battle Creek-ben, a mai Kellogg Company elődjét. Ekkor kezdődött el az évtizedeken át tartó családi viszály. John vállalata szójatermékek fejlesztésével és árusításával foglalkozott.
A gabonapehely ötlete nem Kelloggéktól származik. Az ötlet gazdája dr. James Caleb Jackson volt, aki 1863-ban hozta létre az első száraz gabonapelyhet, melyet "granulának" nevezett.
John egyik páciense, Charles William Post saját pehelygyárat alapított, ezzel a Kellogg gyár riválisa lett. Dr. Kellogg azzal vádolta Charles Postot, hogy ellopta az eredeti receptet a szanatórium irodájából.

## Nézetek a szexről
A szexualitás mellőzésének szószólójaként Kellogg több időt szánt tanári és orvosi munkájában arra, hogy a szexet bűnnek tekintsék. Egyrészt azért, mert akkoriban a tudomány azt állította, hogy szex során betegségeket lehet kapni, másrészt pedig azért, mert az adventisták és prófétanőjük, Ellen White is írásaiban óva intette a hívőket, hogy „a kéj, a szenvedély rabjai” legyenek és a földi örömszerzések hálójában éljenek.
Nézeteit ezzel kapcsolatban aegyik legnagyobb könyvében jelentette meg, melyet több formában adtak ki Egyszerű tények a szexuális életről, később Egyszerű tények időseknek és fiataloknak.
Néhány munkája a diétázással kapcsolatban azon nézetein alapult, hogy az egyszerű és egészséges étkezés – napi két étkezéssel – más dolgok mellett csökkentené a szexuális vágyakat. Akik vágyat éreztek, azoknak el kellett kerülni a vágykeltő ételeket és italokat, kevés húst volt csak szabad enniük. Kellogg nagy fontosságot tulajdonított a vastagbél tisztán tartásának, amit a beöntés során bejuttatott joghurttal lehet elérni.

### "Szenvedélyes háború"
Arra intett, hogy mindenféle szexuális együttlét, beleértve a házastársak közötti légyottot, természetellenes és különösen egészségtelen. Nézeteinek kialakulását nagymértékben befolyásolta mások munkája, például William Acton és Anthony Comstock. Úgy tűnik, hogy Kellogg követte saját tanácsát: ugyan negyven évig volt házas, nem volt semmilyen szexuális kapcsolat közte és a felesége között, sőt külön hálószobájuk volt. A monda úgy tartja, hogy nászútján az egyik könyvén (Egyszerű tények) dolgozott.
Fanatikusan harcolt a maszturbáció ellen, mert véleménye szerint a maszturbáció tönkreteszi az elmét és a testet. Erősen hitt abban, hogy a maszturbáció képes halált okozni, azaz a beteg saját kezében hal meg. Ehhez a nézetéhez egész életében ragaszkodott.

### Drasztikus módszerek
Kellogg korában sokan elítélték az önkielégítést, az egyházak komoly bűnnek tartva. Ő is a maszturbáció megszüntetésén dolgozott, és a kukoricapehely kifejlesztéséhez is ez járult hozzá. Sokszor drasztikus módszereket alkalmazott, például csonkítást végzett mindkét nemen. Támogatója volt kamaszfiúk körülmetélésének, hogy csökkentse a maszturbációs vágyat és fenolt tett a fiatal lányok csiklójára.
Egyszerű tények időseknek és fiataloknak (Plain Facts for Old and Young) című könyvében ezt írja 
A gyógyszer, ami majdnem mindig sikeres a fiúknál, a körülmetélés. A műtétet egy sebésznek kell elvégeznie érzéstelenítés nélkül, mert a fájdalomra mint büntetésre fognak emlékezni. A fájdalom, amely pár hétig tart, megakadályozza őket abban, hogy önkielégítést végezzenek és talán el is felejtik ennek gyakorlatát
 és 
A nőkben az író megtalálta a tiszta fenolt, ami különösen sokat segít a vágy csillapításában.
Azt tanácsolta, hogy a gyermekeket meg lehet óvni ettől a "szokástól" a kezük bekötözésével; eltakarni nemi szerveiket különleges kalitkával; a fityma levarrásával és az évtizedekkel később feltalált elektrosokkal.

## Élete későbbi szakasza
Kellogg több mint hatvan évet élt miután megírta könyvét, az Egyszerű tényeket. Hogy folytatta-e tanításait, az nem teljesen világos, annak ellenére, hogy későbbi könyveiben azt állította, hogy megváltoztatta nézeteinek tárgyát. Egy forrás, pozitív véleményt alkotva tápanyagdús étkezéssel és nemdohányzó életmóddal kapcsolatos munkájáról, azt álltja, hogy 1920 környékén Kellogg már nem hangoztatta korábbi nézeteit a szexről, ami meg is látszik abban, hogy az utolsó kiadása az Egyszerű tényeknek 1917-ben volt, de másik erősen kiritizáló forrás szerint Kellogg soha sem adta fel nézeteit.
Kellogg folytatta munkáját az egészséges életmóddal kapcsolatban és vezette a szanatóriumot, de azt később el kellett adnia. Floridában is működtetett egy másik intézményt, ami népszerű volt élete hátralevő részében, bár ez egy hatalmas visszalépés volt a Battle Creeki Szanatórium után.

### Race Batterment Alapítvány
Kellogg őszintén vállalata nézeteit a fajjal és az elkülönítéssel kapcsolatban annak ellenére, hogy hét afro-amerikai gyermeket fogadott örökbe. 1906-ban Irving Fisherrel megalapította a Race Batterment Alapítványt, ami az eugenetikai mozgalom egyik jelentős központja lett. Kellogg pártfogója volt a faji elkülönítésnek és hit abban hogy a bevándorlók "károsítják" a génösszetevőket.
Kellogg hatalmas mennyiségű részvényt adott a Battle Creeki Gyár tulajdonából Alapítványának. Senki sem tudja, hogy mi történt ezekkel a részvényekkel.

### Kapcsolata testvérével
Kellogg és testvére hosszú éveken át ellenségeskedett egymással, mind a testvéri, mind pedig az üzleti kapcsolatokat illetően azután, hogy nem tudták eldönteni, ki élvezi a gabonapehely előállításának jogait. Az ügyet bíróságra vitték. Kellogg megpróbálta felvenni a kapcsolatot testvérével, azonban titkára nem küldte el a levelet Kellogg testvérének arra hivatkozva, hogy Kellogg megalázza magát ezzel a levélel.

## Művei
Angolul megjelent könyvei:

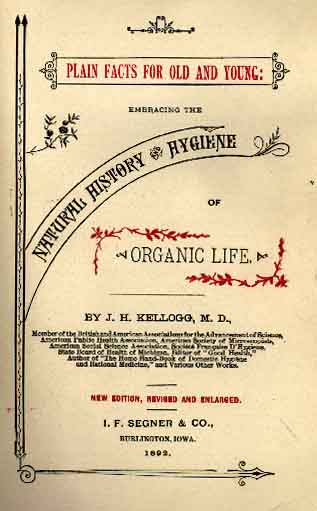
Egyszerű tények időseknek és fiataloknak: Zavarbaejtő történet a természetről és higiéniáról, 1892

- 1877 Egyszerű tények időseknek és fiataloknak
- 1888 Kezelés önkielégítésre és annak hatásaira
- 1893 Útmutató hölgyeknek
- 1880, 1886, 1899 Otthoni kézikönyv gyógyszerekről és higiéniáról
- 1903 Észszerű vízterápia
- 1910 Könnyű terapeutika
- 1914 Szükséges – Egy új emberi faj
- 1915 Egészség és teljesítmény (társszerző: Macmillan M. V. O'Shea)
- 1915 Az eugenika
- 1923 Hogyan öl a dohány
- 1927 Új Diéták: Útmutató a tudományos etetéshez egészségben és betegségben
- 1929 A masszázs művészete: Gyakorlati útmutató nővéreknek